# Le Miracle de Berne
Pour les articles homonymes, voir Miracle de Berne.
Pour plus de détails, voir Fiche technique et Distribution.
Le Miracle de Berne (Das Wunder von Bern) est un film allemand réalisé par Sönke Wortmann, sorti en 2003.
Avec plus de 4,1 millions de spectateurs, ce film est un grand succès commercial du cinéma allemand.

## Synopsis

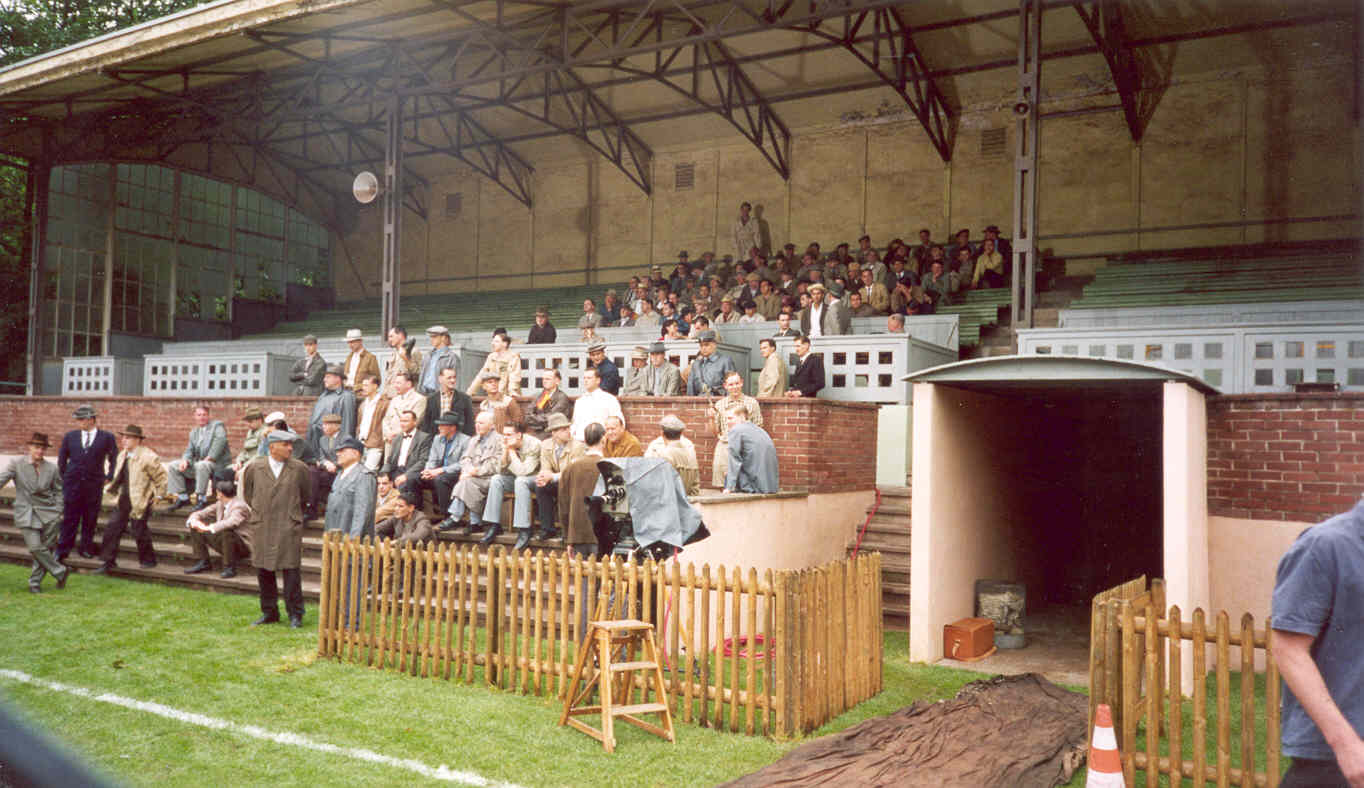
Köln-Weidenpesch, tournage d'une scène de foule pour le stade du Wankdorf reconstitué par l'informatique

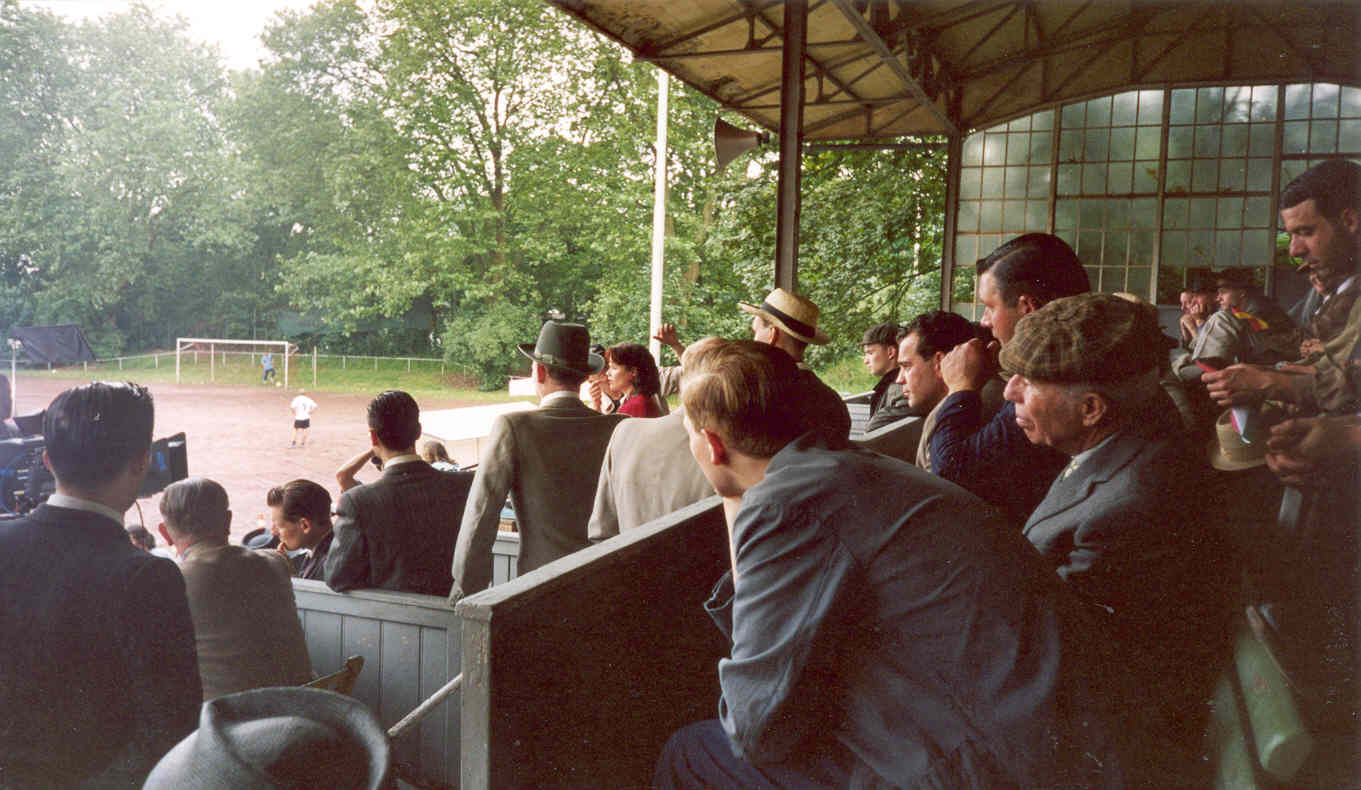
Tournage à Köln-Weidenpesch

Le film raconte le retour difficile d'un prisonnier de guerre allemand en Russie, Richard Lubanski, qui revient en 1954 dans sa famille en Rhénanie, qu'il n'a pas vue depuis 12 ans, dont son fils cadet Matthias, un petit blondinet qu'il n'a jamais connu. Ce dernier, personnage principal, fait preuve d'une grande admiration pour la star de football locale, Helmut Rahn, et il lui est totalement dévoué. Lubanski ne reconnait pas la famille qu'il a laissée avant de partir au front. Son fils aîné, Bruno, a adhéré au KPD (le parti communiste allemand), sa fille Ingrid flirte avec les soldats anglais présents dans la ville et sa femme Christa gère son café.
Le film raconte en parallèle le parcours miraculeux de l'équipe d'Allemagne de football lors de la Coupe du monde de 1954. L'équipe allemande gagne la finale contre l'équipe de Hongrie de football au Stade du Wankdorf de Berne, d'où le titre, alors que les Hongrois les avaient battus 8-3 lors du premier tour de ce mondial. Ils ont gagné grâce à un petit avantage de terrain. En effet, avant le match, il avait beaucoup plu et le terrain était difficilement praticable. Mais grâce à des crampons vissables de bois installés sous leurs chaussures ils ont pu gagner. D'autre part, la présence du fils de Richard Lubanski a permis à Helmut Rahn de marquer le but décisif.

## Fiche technique
- Titre original : Das Wunder von Bern
- Réalisation : Sönke Wortmann
- Scénario : Sönke Wortmann et Rochus Hahn
- Pays d'origine :  Allemagne
- Langue originale : allemand
- Durée : 113 minutes
- Date de sortie : 
  - Allemagne : 16 octobre 2003

## Distribution
- Louis Klamroth : Matthias Lubanski
- Peter Lohmeyer : Richard Lubanski
- Johanna Gastdorf : Christa Lubanski
- Mirko Lang : Bruno Lubanski
- Birthe Wolter : Ingrid Lubanski
- Jo Stock : Toni Turek
- Christian Broos : Werner Kohlmeyer
- Holger Dexne : Horst Eckel
- Sascha Göpel : Helmut Rahn
- Simon Verhoeven : Ottmar Walter
- Knut Hartwig : Fritz Walter
- Martin Bretschneider : Hans Schäfer
- Péter Franke : Sepp Herberger
- Henrik Bemboom : Ferenc Puskás
- Katharina Wackernagel (V. Q. : Michèle Lituac) : Annette Ackermann
- Lukas Gregorowicz : Paul Ackermann
- Andreas Obering : Herbert Zimmermann
- Samuel Finzi : Zsepesi